# Juiz de Fora
Juiz de Fora (conosciuta anche come "J.F.") è un comune del Brasile nello Stato del Minas Gerais, parte della mesoregione della Zona da Mata e della microregione di Juiz de Fora.
La collocazione della città è stata determinante per il suo sviluppo economico e demografico, essendo situata tra i tre centri finanziari più importanti (nonché maggiormente popolosi) del Brasile sudorientale: Rio de Janeiro (189 km), Belo Horizonte (260 km) e San Paolo (486 km). Le maggiori arterie autostradali connettono Juiz de Fora con queste tre grandi aree metropolitane; la più importante - e cruciale per la recente crescita della città - è la BR 040, che connette Brasilia, Rio de Janeiro, e Belo Horizonte.
Il fiume Paraibuna, uno dei maggiori affluenti del fiume Paraíba do Sul, taglia la città in due; nel suo bacino è concentrata la presenza dell'industria pesante e ad alta tecnologia della città.

## Geografia fisica

### Clima
Sebbene la città si trovi a latitudini tropicali, il clima è relativamente mite. L'altitudine variabile tra i 700 e i 900 metri rende il clima spesso più freddo e piovoso delle zone che giacciono al di sotto della città. Sono presenti due distinte stagioni, una calda e decisamente piovosa (tra ottobre e aprile) e una più fresca e secca (tra maggio e settembre). La temperatura annuale media si aggira attorno ai 19 °C, con punte di 24 °C e minimi di 15 °C. In ogni caso l'umidità tocca picchi dell'80%. Il livello di precipitazioni annuale varia tra i 1.300 mm e i 1.500 mm.

## Industria, commercio e cultura
Juiz de Fora è il secondo più importante centro industriale nello Stato di Minas Gerais, nonostante quest'ultimo sia solamente il quarto in termini di popolazione. Un tempo era la città più grande dello Stato, ma ha perso la leadership all'inizio del ventesimo secolo. Ci sono importanti fabbriche d'acciaio e d'automobili (ad esempio Mercedes-Benz); inoltre vi sono numeroso fabbriche del settore tessile.
La città è inoltre un importante centro commerciale, con un'area d'influenza considerevole. Sono presenti tre centri commerciali, numerosi ipermercati e miriadi di negozietti che vendono vestiti e attraggono clienti da una vasta area intorno alla città.
La presenza massiccia d'immigrati, specialmente da Italia, Germania, Siria e Libano, ha fornito alla città uno spirito cosmopolita e una cucina che spazia tra molte tradizioni.
Camminando per Avenida Rio Branco (un largo corso e lungo parecchi chilometri), si possono trovare piatti tipici dei succitati paesi, oltre a quelli portoghesi e indiani.
La città è un importante centro culturale regionale ed è l'unica città nella zona sudorientale dello Stato di Minas Gerais ad avere cinema, teatri, festival musicali e spettacoli pirotecnici per tutto l'anno.
Nella città è presente un museo di rilevanza nazionale (Museu Mariano Procópio) e un'orchestra filarmonica. Inoltre la città ospita un festival annuale di musica classica (Festival Internacional de Música Brasileira Colonial e Música Antiga). Inoltre i "Meninos Cantores da Academia", secondo coro di questo tipo più vecchio in Brasile, ha sede a Juiz de Fora.
La vita culturale è inoltre vivacizzata da un'università federale e molti college privati, rendendola una meta ambita per gli studenti.

## Società

### Evoluzione demografica
La popolazione, che ammontava a 238.510 unità nel 1970, di cui il 7,6% viveva in aree rurali, è cresciuta fino a 513.619 unità nel 2005, di cui meno dell'1% in aree rurali. Seguendo questo trend di crescita, le stime parlano di un superamento entro il 2010 di 570.000 individui.
Abitanti censiti (migliaia)

## Sport
Juiz de Fora è la sede del Tupi Football Club. Tupi è il campione runner-up del 1932 della Minas Gerais State Cup e ha vinto numerosi campionati cittadini. Tupi ha vinto il Campionato di Prima Divisione 2001 del Minas Gerais Modulo II, è stato il 3 ° posto nel Campeonato Mineiro 2008 e nel 2008 Taça Minas Gerais. È ampiamente considerato come una delle squadre più importanti dello stato, nonostante manchi di prestigio nazionale.